# Njarkajaure (Karesuando socken, Lappland)
Njarkajaure är en sjö i Kiruna kommun i Lappland och ingår i Torneälvens huvudavrinningsområde. Sjön har en area på 0,79 kvadratkilometer och ligger 670,1 meter över havet.

## Delavrinningsområde
Njarkajaure ingår i det delavrinningsområde (763012-169750) som SMHI kallar för Utloppet av Njarkajaure. Medelhöjden är 728 meter över havet och ytan är 11,75 kvadratkilometer. Det finns inga avrinningsområden uppströms utan avrinningsområdet är högsta punkten. Vattendraget som avvattnar avrinningsområdet har biflödesordning 4, vilket innebär att vattnet flödar genom totalt 4 vattendrag innan det når havet efter 478 kilometer. Avrinningsområdet består mestadels av kalfjäll (91 procent). Avrinningsområdet har 1,04 kvadratkilometer vattenytor vilket ger det en sjöprocent på 8,9 procent.